# Sloan D. Gibson

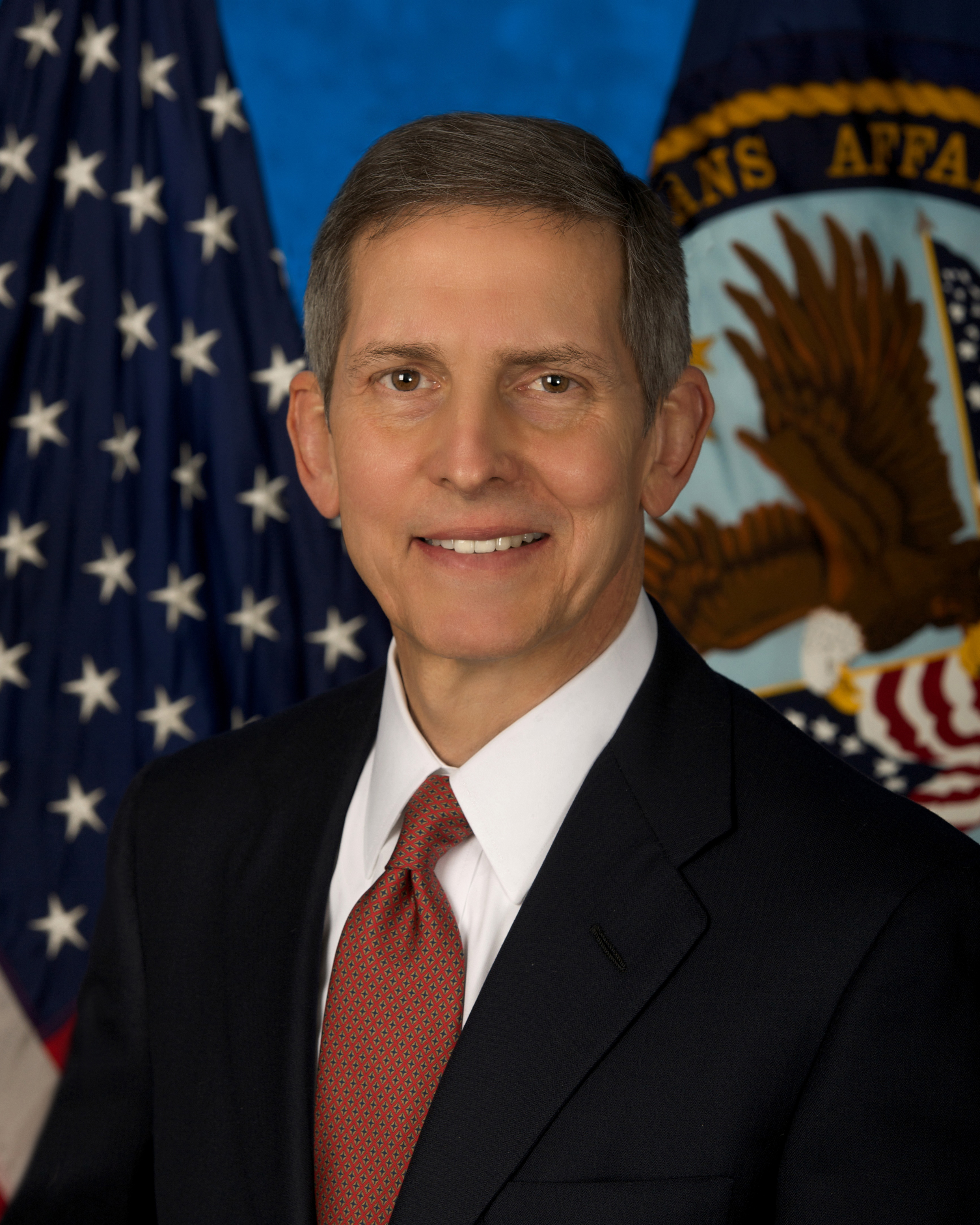
Sloan Gibson

Sloan D. Gibson (* 1951/52 in Washington, D.C.) ist ein US-amerikanischer Politiker, seit Februar 2014 stellvertretender Minister im Kriegsveteranenministerium der Vereinigten Staaten und vom 30. Mai 2014 bis 30. Juli 2014 nach dem Rücktritt Eric K. Shinsekis kommissarisch dessen Minister.

## Leben
Gibson diente als Infanterie-Offizier in der United States Army. Er ist verheiratet (Margaret) und hat zwei Töchter (Celia und Laura).
Er hat Abschlüsse der University of Missouri–Kansas City und der John F. Kennedy School of Government der Harvard University.

## Karriere
Am 11. Februar wurde Gibson zum neuen stellvertretenden Minister des Kriegsveteranenministerium ernannt und ersetzte somit Scott Gould.
Nach dem Skandal in der Veterans Health Administration im Mai 2014 und dem daraus folgenden Rücktritt von Eric Shinseki als Minister wurde Gibson von US-Präsident Obama kommissarisch zum neuen Minister ernannt. Am 30. Juli 2014 rückte er nach der Amtsübernahme von Robert A. McDonald wieder ins zweite Glied. Nach dem Amtsantritt Donald Trumps 2017 schied er aus der Regierung aus.